# Ceresole Reale
Ceresole Reale – miejscowość i gmina we Włoszech, w regionie Piemont, w prowincji Turyn.
Według danych na rok 2004 gminę zamieszkiwało 158 osób, 1,6 os./km².